# Копроліт із Ллойд-банку
Копроліт із Ллойд-банку — це великий копроліт, скам'янілий зразок людських фекалій, знайдений Йоркським археологічним фондом під час розкопок поселення вікінгів Йорвік (сучасний Йорк) у північній Англії.

## Історія та опис
Копроліт був знайдений у 1972 році в Йорку під місцем, де мала бути зведена філія Ллойд-банку (по вулиці Пейвмент). Можливо, цей копроліт, розміром 20 сантиметрів (8 дюймів) завдовжки та 5 сантиметрів (2 дюйми) завширшки, є найбільшим зразком скам'янілих людських фекалій із коли-небудь знайдених. Аналіз калу показав, що його виробник харчувався переважно м'ясом і хлібом, а наявність кількох сотень яєць паразитів свідчить про те, що в ньому були кишкові гельмінти.
У 1991 році Ендрю Джонс, співробітник Йоркського археологічного фонду та палеокопролог, потрапив у міжнародні новини, коли визначив страхову вартість цього копроліту: «Це найцікавіший шматок екскрементів, який я коли-небудь бачив… По-своєму, він настільки ж незамінний, як коронні коштовності».
Шари, що вкривали копроліт, були вологими та торф'янистими. Археологи також зберегли деревину, текстиль і шкіру з цього місця.

## Музеєфікація
Зразок був виставлений на огляд в Археологічному ресурсному центрі — інформаційно-освітньому центрі Йоркського археологічного фонду. У 2003 році копроліт розвалився на три частини після падіння під час демонстрації відвідувачам, після чого була проведена його реставрація. Із 2008 року він експонується в музеї Jorvik Viking Center.